# Julien Hébert
Julien Hébert (* 19. August 1917 in Rigaud, Quebec; † 24. Mai 1994 in Montreal) war ein francokanadischer Industriedesigner.
Hébert studierte zunächst Philosophie und wechselte später an die École des beaux-arts de Montréal, um sich der Bildhauerei zu widmen. 1947 setzte er seine Ausbildung bei Ossip Zadkine fort.
Später war er selbst Dozent für Kunstgeschichte und Bildhauerei an der École des beaux-arts und unterrichtete Planung und Design an der École du meuble.
Bei der Gründung der École du design industriel an der Universität Montreal war er beratend tätig. Für die Weltausstellung Expo 67 schuf er das Logo. Für die Expo 70 entwarf er den kanadischen Pavillon.

## Auszeichnungen
- 1979: Prix Paul-Émile-Borduas